# Germania (Schiff, 1869)
Die Germania war ein norddeutsches Forschungsschiff, das 1869/70 in der Zweiten Deutschen Nordpolar-Expedition als Hauptschiff diente.

## Geschichte

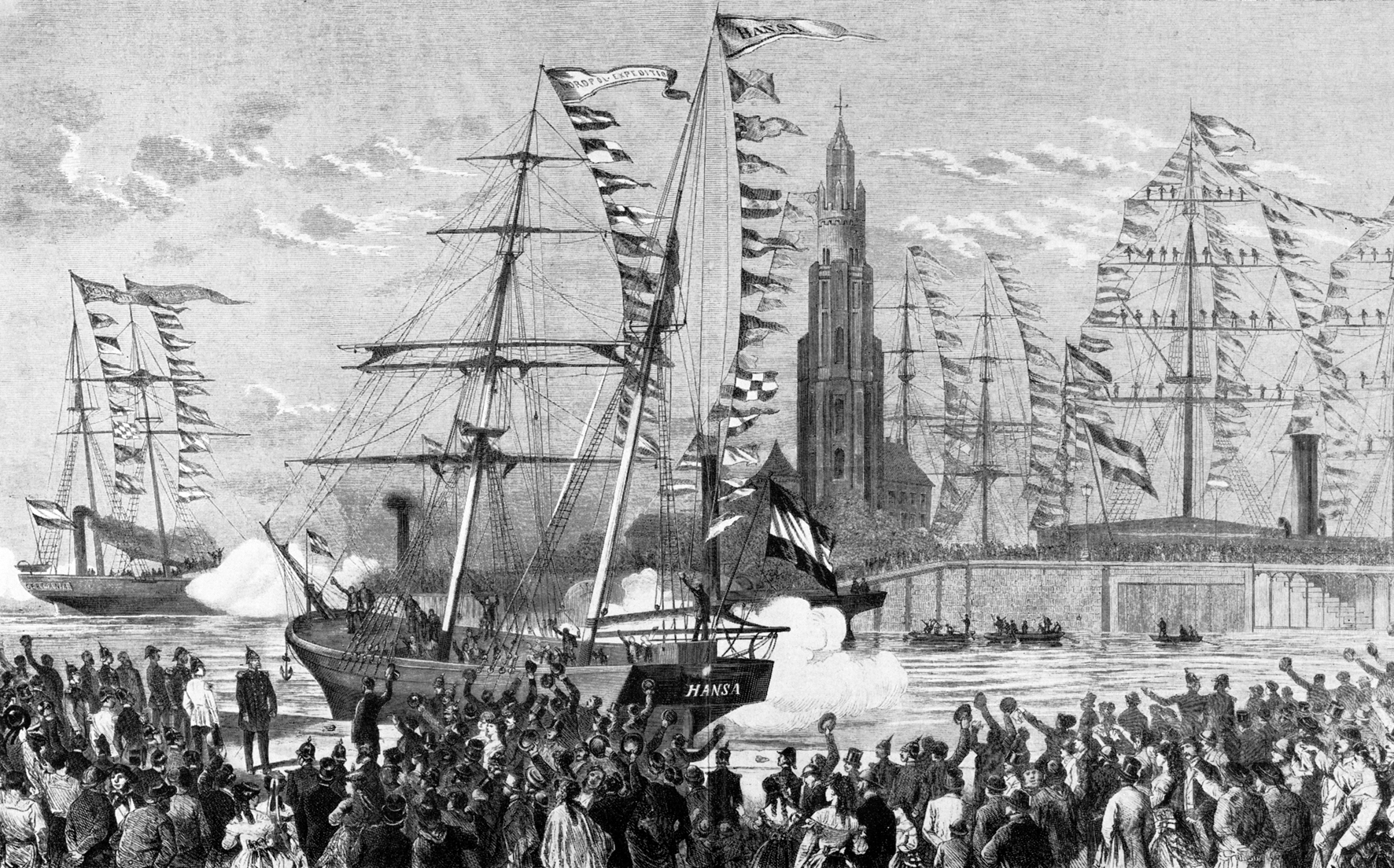
Auslaufen der Schiffe Germania und Hansa aus Bremerhaven

Die Germania wurde 1869 eigens auf der Tecklenborg-Werft in Geestemünde für die zweite deutsche Polarexpedition konstruiert und war besonders eisfest gebaut. Neben einer speziellen Außenhaut (Spikerhaut), die zusätzlich mit Eisenblech beschlagen wurde, war der Bug ganz besonders massiv konstruiert worden, was dem Schoner ein bulliges Aussehen verlieh.
Eigentümer war der Geograph August Petermann. Am 27. Mai 1869 wurde das Schiff im Schiffsregister eingetragen, kurz darauf erfolgte auf der Weser eine erste Probefahrt nach Nordenham. Kapitän war Carl Koldewey, der schon auf der Ersten Deutschen Nordpolar-Expedition die Grönland geführt hatte. Erster Offizier war der Bremer Heinrich Sengstacke, der 1879 als Kapitän der Nordenskiöld vor Hokkaido Schiffbruch erlitt, als er der zwischenzeitlich als verschollen geglaubten Vega entgegenfuhr, mit der Adolf Erik Nordenskiöld als Erster die Nordostpassage durchfuhr.
Am 15. Juni lief die Germania zusammen mit der Hansa aus Bremerhaven zur Expedition aus und erreichte bereits im Juli die Eisgrenze. Im Herbst/Winter 1869 befand sich der Schoner in Grönland. Dabei erreichte die zeitweise vom Eis eingeschlossene Germania den 77° nördlicher Breite, während die Hansa durch Eisbruch zum Wrack wurde und sank. Eines der wichtigsten Forschungsergebnisse der Reise bestand darin, dass nun nachgewiesen war, dass der Nordpol nicht auf dem Seeweg erreicht werden konnte.
Auf ihrer Rückreise von Grönland lief die Germania weder Land an noch wurden begegnende Schiffe kontaktiert. So erfuhr die Schiffsführung nichts vom Ausbruch des Deutsch-Französischen Krieges sowie der Seeblockade der deutschen Nordseeküste durch ein französisches Panzerschiffgeschwader vor der britischen Insel Helgoland. Die Germania durchbrach um den 8. September 1870 unbewusst die Blockadelinie, musste aber vor Bremerhaven feststellen, dass keine Seezeichen vorhanden waren. Die Schiffsführung vermutete, dass diese durch schlechtes Wetter losgerissen worden waren, tatsächlich waren sie von den Schifffahrtsbehörden aus Sicherheitsgründen (zur Irreführung der Franzosen) entfernt worden. Die Germania steuerte daher Wilhelmshaven an, das von der Bundesmarine mit Seeminen gesichert war. Wie durch ein Wunder lief die Germania nicht auf eine Mine und wurde in der Jadestadt mit großem Jubel empfangen. Am 11. September 1870 lief sie wieder in Bremerhaven ein.
1871 erfolgte eine weitere Reise nach Spitzbergen und Nowaja Semlja. 1872 wurde die Maschine entfernt und der Schoner als Handelsschiff eingesetzt. 1882 wurde sie erneut für wissenschaftliche Zwecke eingesetzt, um dann 1884 nach Großbritannien verkauft zu werden, wo sie als Walfänger eingesetzt wurde. Ob sie umbenannt wurde, ist unbekannt. Am 2. Oktober 1891 ging der Schoner in einem Orkan durch Strandung verloren.